# Alguien te mira
Alguien te mira est une telenovela chilienne diffusé en 2007 sur TVN.

## Acteurs et personnages
- Álvaro Rudolphy : Julián García
- Sigrid Alegría : Piedad Estévez
- Francisco Melo : Rodrigo Quintana
- Francisco Pérez-Bannen : Benjamin Morandé
- Alejandra Fosalba : Matilde Larraín
- Luz Valdivieso : Tatiana Wood
- Claudio Arredondo : Pedro Pablo Peñafiel
- Francisca Imboden : Josefina « Pepi » Morandé
- Paola Volpato : Eva Zanetti
- Andrés Velasco : Mauricio Ossa
- Celine Raymond : Camila Wood
- Romina Mena : Lucy Saldaña - Villana
- Pablo Striano : Detective Carvajal
- Javiera Toledo : Isidora Morandé
- Adela Calderón : Yoyita

### Acteurs secondaires
- Amparo Noguera : María Gracia Carpenter
- Elvira Lopez : Blanca Gordon
- Antonia Zegers : Daniela Franco
- Katyna Huberman : Rocío Lynch
- Juan José Gurruchaga : Ángel Montalva
- María José León : Ángela Argento
- Yamila Reyna : Amalia Vieyra
- Javier Baldassari : Nicolás Gordon
- Catalina Castelblanco : Amparo Zanetti
- Julio Mogavero : Julio Cortázar (inspecteur)
- Sebastián Goya : inspecteur
- Peggy Cordero : Nina Chadwick
- Karin Vodanovic : Liliana
- Andrés Reyes : Dj. Andrew
- Maite Pascal : journaliste
- Natalia Aragonese

## Diffusion internationale
| Pays  | Chaîne | Titre           | Première diffusion |
| ----- | ------ | --------------- | ------------------ |
| Chili | TVN    | Alguien te mira | 30 avril 2007      |

## Autres versions
- Alguien te mira (Telemundo, 2010-2011) avec Danna García, Christian Meier, Rafael Amaya, David Chocarro, Geraldine Bazan, Karla Monroig, Ximena Duque et Angelica Celaya.

### Sources
- (es) Cet article est partiellement ou en totalité issu de l’article de Wikipédia en espagnol intitulé « Alguien te mira » (voir la liste des auteurs).